# Neuseddin
Neuseddin è una frazione del comune tedesco di Seddiner See, nel Brandeburgo.

## Storia
Neuseddin fu fondata nel 1915 per ospitare i ferrovieri che lavoravano alla grande stazione di smistamento di Seddin.

Nel 1993 il comune di Neuseddin venne fuso con i comuni di Kähnsdorf e Seddin, formando il nuovo comune di Seddiner See.

### Esplicative
1. ↑  Letteralmente: «Seddin nuova».

### Bibliografiche
1. ↑  (DE) Hauptsatzung der Gemeinde Seddiner See, § 11, Abs. 1. (PDF), su seddiner-see.de.
2. ↑  (DE) Drittes Gesetz zur Gemeindegliederung im Land Brandenburg, Paragrafo 1, Articolo 1, Comma 1, su bravors.brandenburg.de.